# Lijst van burgemeesters van Wittem
Dit is een lijst van burgemeesters van de voormalige Nederlandse gemeente Wittem tot die per 1 januari 1999 fuseerde met Gulpen tot Gulpen-Wittem.
| Ambtsperiode | Naam burgemeester                         | Partij of stroming | Bijzonderheden                                                 |
| ------------ | ----------------------------------------- | ------------------ | -------------------------------------------------------------- |
| ±1803 - 1806 | Jean Denis Brand                          |                    | maire                                                          |
| 1806 - 1808  | Jean Leonard Schijns                      |                    | maire                                                          |
| 1808 - 1815  | Simon Merckelbach                         |                    | maire                                                          |
| 1815 - 1837? | Jean Mathieu Merckelbach                  |                    | vanaf 1815 maire, vanaf 1817 schout en vanaf 1825 burgemeester |
| 1837         | Leonard Creusen                           |                    | schepen                                                        |
| 1837? - 1843 | Joannes Simon Joseph Hubert (Simon) Tack  |                    |                                                                |
| 1843 - 1859  | Gerard Jozef Vliecx                       |                    |                                                                |
| 1859 - 1876  | Joannes Mathias Hubert Merckelbach        |                    |                                                                |
| 1876 - 1882  | Jean Leonard Rompen                       |                    |                                                                |
| 1882 - 1908  | Caspar Houtvast                           |                    |                                                                |
| 1908 - 1939  | Johannes Andreas Deonisius Eduard Pappers |                    | tevens burgemeester van Bocholtz (1909-1911)                   |
| 1939 - 1941  | Mr. Willem (W.J.H.M.) Merckelbach         |                    |                                                                |
| 1942 - 1944  | H.H. Kousen                               | NSB                |                                                                |
| 1944 - 1967  | Mr. Willem (W.J.H.M.) Merckelbach         |                    |                                                                |
| 1968 - 1972  | Jan (J.J.M.) Ficq                         |                    |                                                                |
| 1972         | Fons (A.J.M.G.) Teheux                    | KVP                | waarnemend                                                     |
| 1972 - 1980  | mr. Ruud (R.A.J.) van de Ven              |                    |                                                                |
| 1980 - 1982  | Huub (H.G.M.) Strous                      | CDA                | waarnemend                                                     |
| 1982 - 1997  | Wim (W.M.H.) Janssen                      | CDA                |                                                                |
| 1997 - 1999  | Jos (J.J.M.) Som                          | CDA                | waarnemend                                                     |